# Edgeworthia
Edgeworthia é um género botânico pertencente à família Thymelaeaceae. Também conhecida como Arbusto de Papel.